# Sankt Johann im Walde
Sankt Johann im Walde är en ort och kommun i distriktet Lienz i förbundslandet Tyrolen i Österrike.